# 가메다정 (니가타현)
가메다정(亀田町)은 니가타현 나카칸바라군에 속했던 정이다. 현재는 니가타시의 정령지정도시 시행에 의해 대부분이 고난구의 일부가 되었으며, 오이사 우노코와 하야도리의 각 일부가 주오구, 가메다 나카지마 4초메의 일부가 히가시구로 되어있다.

## 역사
- 1889년 4월 1일 - 정촌제 시행과 함께 가메다정, 후쿠로즈촌, 지시로지마촌, 하야도리촌이 성립하였다.
- 1925년 - 가메다정과 하야도리촌이 합병해 가메다정이 되었다.
- 2005년 3월 21일 - 니가타시에 합병되었다.

## 교통

### 철도
- 신에쓰 본선

### 도로
- 니혼카이엔간토호쿠 자동차도
- 국도 49호선
- 국도 403호선

## 같이 보기
- 고난구 (니가타시)
- 가메다역